# Riffle Bill, le roi de la prairie
Riffle Bill, le roi de la prairie é um seriado mudo francês de 1908, no gênero Western, dirigido por Victorin-Hippolyte Jasset, em 5 capítulos, estrelado por Henri Gouget e Camille Bardou. O seriado foi produzido pela Société Française des Films Éclair, e veiculou nos cinemas franceses entre 10 de dezembro de 1908 e 7 de janeiro de 1909.

## Elenco
- Henri Gouget ...Riffle Bill
- Camille Bardou

## Capítulos
1. La main clouée (1908)
2. L'attaque du courrier (1908)
3. L'enlèvement (1908)
4. Le fantôme du Placer (1908)
5. Riffle Bill pris au piège (1909)

## Histórico
Mediante o sucesso alcançado pelo seriado anterior, Nick Carter, le roi des détectives, em 1908, a Société Française des Films Éclair investiu em novos seriados, ainda sob a direção de Victorin-Hippolyte Jasset. A França foi, portanto, a iniciadora desse gênero de filmes em série, que abriria caminho para o desenvolvimento dos seriados estadunidenses, a partir de 1912, quando o Edison Studios produziu What Happened to Mary, além de influenciar o gênero cinematográfico de outros países, tais como a Alemanha, que produziria, em 1910, Arsene Lupin contra Sherlock Holmes.

## Seriado no Brasil
O seriado foi exibido no Brasil a partir de 14 de janeiro de 1909, no Cinema Parisiense, no Rio de Janeiro, uma exibição de J. R. Staffa, sob o título Riffle Bill, o Rei das Campinas. A segunda exibição do seriado seria em São Paulo, no Radium Cinema, uma exibição da Empresa F. M Varela e Cia., em 8 de fevereiro de 1909. No Brasil, os capítulos receberam os títulos:
1. Desconhecido
2. Ataque do Correio
3. O Rapto
4. O Fantasma do Descobridor
5. Riffle Bill cai na armadilha/ Na armadilha